# Gmina związkowa Wissen
Gmina związkowa Wissen (niem. Verbandsgemeinde Wissen) – gmina związkowa w Niemczech, w kraju związkowym Nadrenia-Palatynat, w powiecie Altenkirchen. Siedziba gminy związkowej znajduje się w mieście Wissen.

## Podział administracyjny
Gmina związkowa zrzesza sześć gmin, w tym jedną gminę miejską (Stadt) oraz pięć gmin wiejskich:
1. Birken-Honigsessen
2. Hövels
3. Katzwinkel (Sieg)
4. Mittelhof
5. Selbach (Sieg)
6. Wissen